# Кимберовская премия
Кимберовская премия по генетике — награда Национальной академии наук США за выдающиеся заслуги в области генетики. Джон Кимбер, птицевод из Калифорнии, учредил премию в 1955 году. Последнее вручение премии состоялось в 1967 году. В 1970 году она была упразднена.
Трое из пятнадцати лауреатов премии получили позднее Нобелевскую премию по медицине.

## Лауреаты премии
- 1955 Касл, Уильям Эрнест и Мёллер, Герман Джозеф (Нобелевская премия, 1946)
- 1956 Райт, Сьюэл
- 1957 Стёртевант, Альфред
- 1958 Добржанский, Феодосий Григорьевич
- 1959 Соннеборн, Трейси Мортон
- 1960 Бидл, Джордж Уэлс (Нобелевская премия, 1958)
- 1961 Холдейн, Джон Бёрдон Сандерсон
- 1962 Демерец, Милислав
- 1963 Штерн, Курт
- 1964 Дельбрюк, Макс (Нобелевская премия, 1969)
- 1965 Херши, Алфред (Нобелевская премия, 1969)
- 1966 Тимофеев-Ресовский, Николай Владимирович
- 1967 Мак-Клинток, Барбара (Нобелевская премия, 1983)